# Lista localităților din Germania - G
| Localitățile din Germania - ghid alfabetic A \| B \| C \| D \| E \| F \| G \| H \| I \| J \| K \| L \| M \| N \| O \| P \| Q \| R \| S \| T \| U \| V \| W \| X-Y \| Z Lista parțială a localităților din Germania - Ultima actualizare: 17.8.2007 |

Gablenz |
Gablingen |
Gabsheim |
Gachenbach |
Gackenbach |
Gadebusch |
Gadegast |
Gädheim |
Gagel |
Gägelow |
Gager |
Gaggenau |
Gaiberg |
Gaienhofen |
Gaildorf |
Gailingen am Hochrhein |
Gaimersheim |
Gaißach |
Galenbeck |
Galenberg |
Gallin |
Gallin-Kuppentin |
Gallmersgarten |
Galmsbüll |
Gamlen |
Gammelby |
Gammelin |
Gammelsdorf |
Gammelshausen |
Gammertingen |
Gamstädt |
Ganderkesee |
Gandesbergen |
Gangelt |
Gangkofen |
Gangloffsömmern |
Ganzlin |
Gappenach |
Garbsen |
Garching an der Alz |
Garching bei München |
Gardelegen |
Garding, Kirchspiel |
Garding |
Garlipp |
Garlstorf |
Garmisch-Partenkirchen |
Garrel |
Gars a.Inn |
Garstedt |
Gartow |
Gärtringen |
Gartz (Oder) |
Garz |
Garz/Rügen |
Garzau-Garzin |
Gatersleben |
Gattendorf |
Gau-Algesheim |
Gau-Bickelheim |
Gau-Bischofsheim |
Gauern |
Gauersheim |
Gäufelden |
Gaugrehweiler |
Gau-Heppenheim |
Gaukönigshofen |
Gau-Odernheim |
Gaushorn |
Gauting |
Gau-Weinheim |
Gebenbach |
Gebesee |
Gebhardshain |
Gebroth |
Gebsattel |
Gebstedt |
Gechingen |
Geeste |
Geestgottberg |
Geesthacht |
Gefell |
Gefell |
Gefrees |
Gehlberg |
Gehlert |
Gehlweiler |
Gehofen |
Gehrde |
Gehrden |
Gehrden |
Gehren |
Gehrweiler |
Geichlingen |
Geiersthal |
Geilenkirchen |
Geilnau |
Geisa |
Geiselbach |
Geiselberg |
Geiselhöring |
Geiselwind |
Geisenfeld |
Geisenhain |
Geisenhausen |
Geisenheim |
Geisfeld |
Geisig |
Geising |
Geisingen |
Geisleden |
Geislingen |
Geislingen an der Steige |
Geismar |
Geithain |
Gelbensande |
Gelchsheim |
Geldern |
Geldersheim |
Gelenau/Erzgeb. |
Gelenberg |
Gelnhausen |
Gelsenkirchen |
Geltendorf |
Gelting |
Geltorf |
Gemmerich |
Gemmingen |
Gemmrigheim |
Gemünd |
Gemünden (Felda) |
Gemünden |
Gemünden |
Gemünden (Wohra) |
Gemünden am Main |
Genderkingen |
Gengenbach |
Gensingen |
Genthin |
Gentingen |
Genzkow |
Georgenberg |
Georgensgmünd |
Georgenthal |
Georgsdorf |
Georgsmarienhütte |
Gera |
Geraberg |
Gerabronn |
Gerach |
Gerach |
Geratskirchen |
Gerbach |
Gerbershausen |
Gerbitz |
Gerbrunn |
Gerbstedt |
Gerdau |
Gerdshagen |
Geretsried |
Gerhardsbrunn |
Gerhardshofen |
Gering |
Geringswalde |
Gerlebogk |
Gerlingen |
Germaringen |
Germering |
Germersheim |
Gernrode |
Gernrode |
Gernsbach |
Gernsheim |
Geroda |
Geroda |
Geroldsgrün |
Geroldshausen |
Gerolfingen |
Gerolsbach |
Gerolsheim |
Gerolstein |
Gerolzhofen |
Gersdorf |
Gersfeld (Rhön) |
Gersten |
Gerstenberg |
Gerstengrund |
Gerstetten |
Gersthofen |
Gerstungen |
Gerswalde |
Gerterode |
Gertewitz |
Gerwisch |
Gerzen |
Geschendorf |
Gescher |
Geschwenda |
Gesees |
Geseke |
Geslau |
Gessertshausen |
Gestratz |
Getelo |
Gettorf |
Geusa |
Geußnitz |
Gevelsberg |
Gevenich |
Gevensleben |
Geversdorf |
Geyer |
Giebelstadt |
Gieboldehausen |
Gieckau |
Giekau |
Gielde |
Gieleroth |
Gielert |
Gielow |
Giengen an der Brenz |
Gierschnach |
Giershausen |
Giersleben |
Gierstädt |
Giesdorf |
Giesen |
Giesenhausen |
Giesensdorf |
Gieseritz |
Gießen |
Gifhorn |
Gilching |
Gillenbeuren |
Gillenfeld |
Gillersdorf |
Gilserberg |
Gilten |
Gilzem |
Gimbsheim |
Gimbweiler |
Gimritz |
Gindorf |
Gingen an der Fils |
Gingst |
Ginsheim-Gustavsburg |
Ginsweiler |
Gipperath |
Girkenroth |
Girod |
Gischow |
Gittelde |
Gladau |
Gladbach |
Gladbeck |
Gladenbach |
Gladigau |
Glanbrücken |
Glandorf |
Glan-Münchweiler |
Glasau |
Glasehausen |
Glasewitz |
Glashütte |
Glashütten |
Glashütten |
Glasin |
Glasow |
Glattbach |
Glatten |
Glaubitz |
Glauchau |
Glauzig |
Glebitzsch |
Glees |
Gleichamberg |
Gleichen |
Gleina |
Gleiritsch |
Gleißenberg |
Gleisweiler |
Gleiszellen-Gleishorbach |
Glewitz |
Glienicke/Nordbahn |
Glienke |
Glinde |
Glinde |
Glindenberg |
Globig-Bleddin |
Glonn |
Glött |
Glottertal |
Glowe |
Glücksburg (Ostsee) |
Glückstadt |
Glüsing |
Gmund a.Tegernsee |
Gnadau |
Gnarrenburg |
Gneus |
Gneven |
Gnevkow |
Gnewitz |
Gnoien |
Gnotzheim |
Gnutz |
Goch |
Gochsheim |
Göcklingen |
Göda |
Goddert |
Godendorf |
Gödenroth |
Gödenstorf |
Godern |
Gödnitz |
Göggingen |
Göhl |
Göhlen |
Gohrau |
Göhrde |
Göhren |
Göhren |
Göhren |
Göhren-Döhlen |
Göhren-Lebbin |
Gohrisch |
Gokels |
Golchen |
Goldbach |
Goldbach |
Goldbeck |
Goldberg |
Goldebek |
Goldelund |
Göldenitz |
Goldenstädt |
Goldenstedt |
Goldisthal |
Goldkronach |
Goldschau |
Gölenkamp |
Gollenberg |
Gollenberg |
Gollensdorf |
Göllheim |
Gollhofen |
Göllingen |
Göllnitz |
Golmbach |
Golmsdorf |
Golßen |
Goltoft |
Golzen |
Golzow |
Golzow |
Gomadingen |
Gommern |
Gommersheim |
Gompertshausen |
Gonbach |
Gondelsheim |
Gondenbrett |
Gondershausen |
Gondorf |
Gönnebek |
Gönnersdorf |
Gönnersdorf |
Gönnheim |
Goosefeld |
Göpfersdorf |
Göppingen |
Gorden-Staupitz |
Görgeshausen |
Görisried |
Göritz |
Görkwitz |
Gorleben |
Görlitz |
Gorlosen |
Görmin |
Gornau/Erzgeb. |
Gornhausen |
Gornsdorf |
Görsbach |
Görschen |
Gorsleben |
Görwihl |
Gorxheimertal |
Görzig |
Görzke |
Göschitz |
Goseck |
Gösen |
Gosen-Neu Zittau |
Gösenroth |
Gosheim |
Goslar |
Gossa |
Gossel |
Gössenheim |
Gossersweiler-Stein |
Gössitz |
Gößnitz |
Gößweinstein |
Gotha |
Götschetal |
Gottenheim |
Gottesgabe |
Gotteszell |
Gottfrieding |
Gotthun |
Göttin |
Göttingen |
Gottmadingen |
Graach an der Mosel |
Graal-Müritz |
Grabau |
Grabau |
Graben |
Gräben |
Graben-Neudorf |
Grabenstätt |
Grabenstetten |
Grabow |
Grabow |
Grabow-Below |
Grabowhöfe |
Grabsleben |
Gräfelfing |
Grafenau |
Grafenau |
Grafenberg |
Gräfenberg |
Gräfendhron |
Gräfendorf |
Grafengehaig |
Gräfenhain |
Gräfenhainichen |
Grafenhausen |
Grafenrheinfeld |
Gräfenroda |
Gräfenthal |
Grafenwiesen |
Grafenwöhr |
Grafhorst |
Grafing bei München |
Grafling |
Grafrath |
Grafschaft |
Grainau |
Grainet |
Graitschen b. Bürgel  |
Grambek |
Grambin |
Grambow |
Grambow |
Grammendorf |
Grammentin |
Grammow |
Gramzow |
Grana |
Grande |
Granschütz |
Gransdorf |
Gransebieth |
Gransee |
Granzin |
Grapzow |
Grasberg |
Grasbrunn |
Grasellenbach |
Grasleben |
Grassau |
Grassau |
Grattersdorf |
Grauel |
Grauingen |
Grävenwiesbach |
Grebbin |
Grebenau |
Grebenhain |
Grebenstein |
Grebin |
Grebs-Niendorf |
Greding |
Grefrath |
Greifenberg |
Greifenhagen |
Greifenstein |
Greifswald |
Greiling |
Greimerath |
Greimerath |
Greimersburg |
Greiz |
Gremersdorf |
Gremersdorf-Buchholz |
Gremsdorf |
Grenderich |
Grenzach-Wyhlen |
Gresse |
Grethem |
Grettstadt |
Greußen |
Greußenheim |
Greven |
Greven |
Grevenbroich |
Grevenkop |
Grevenkrug |
Grevesmühlen |
Gribbohm |
Gribow |
Griebelschied |
Grieben |
Grieben |
Griebo |
Griefstedt |
Gries |
Griesen |
Griesheim |
Griesingen |
Griesstätt |
Grimburg |
Grimma |
Grimme |
Grimmelshausen |
Grimmen |
Grinau |
Grischow |
Gröben |
Grobengereuth |
Gröbenzell |
Gröbern |
Gröbitz |
Grobleben |
Gröbzig |
Gröde |
Gröden |
Grödersby |
Gröditz |
Groitzsch |
Grolsheim |
Grömbach |
Grömitz |
Gröna |
Gronau (Leine) |
Gronau (Westf.) |
Gröningen |
Grönwohld |
Großaitingen |
Großalmerode |
Großbadegast |
Großbardorf |
Großbarkau |
Großbartloff |
Großbeeren |
Groß Berßen |
Großbettlingen |
Groß-Bieberau |
Großbockedra |
Groß Boden |
Großbodungen |
Großbothen |
Großbottwar |
Großbreitenbach |
Großbrembach |
Groß Buchwald |
Großbundenbach |
Großderschau |
Groß Disnack |
Groß Dratow |
Groß Düben |
Großdubrau |
Großefehn |
Großeibstadt |
Grosselfingen |
Großenaspe |
Großenbrode |
Großenehrich |
Großengottern |
Großenhain |
Großenkneten |
Großenlüder |
Großenrade |
Großensee |
Großensee |
Großenseebach |
Großenstein |
Großenwiehe |
Großenwörden |
Großerlach |
Großeutersdorf |
Großfahner |
Großfischlingen |
Groß Flotow |
Groß Garz |
Groß-Gerau |
Groß Gievitz |
Groß Godems |
Großgörschen |
Groß Grönau |
Großhabersdorf |
Großhansdorf |
Großharrie |
Großharthau |
Großhartmannsdorf |
Großheide |
Großheirath |
Großhennersdorf |
Großheringen |
Großheubach |
Großholbach |
Groß Ippener |
Großkampenberg |
Großkarlbach |
Großkarolinenfeld |
Groß Kelle |
Groß Kiesow |
Großkmehlen |
Großkochberg |
Großkorbetha |
Groß Kordshagen |
Groß Köris |
Groß Krams |
Groß Kreutz (Havel) |
Großkrotzenburg |
Groß Kummerfeld |
Groß Laasch |
Großlangenfeld |
Großlangheim |
Groß Lindow |
Großlittgen |
Großlöbichau |
Großlohra |
Groß Luckow |
Großmaischeid |
Groß Meckelsen |
Großmehring |
Groß Miltzow |
Groß Mohrdorf |
Großmölsen |
Groß Molzahn |
Großmonra |
Großmühlingen |
Großnaundorf |
Groß Naundorf |
Groß Nemerow |
Großneuhausen |
Großniedesheim |
Groß Niendorf |
Groß Niendorf |
Größnitz |
Groß Nordende |
Großobringen |
Groß Oesingen |
Groß Offenseth-Aspern |
Großolbersdorf |
Großostheim |
Groß Pampau |
Groß Pankow (Prignitz) |
Großpaschleben |
Groß Plasten |
Groß Polzin |
Großpösna |
Großpostwitz |
Großpürschütz |
Groß Quenstedt |
Großräschen |
Groß Rheide |
Großrinderfeld |
Großröda |
Groß Rodensleben |
Groß Roge |
Groß-Rohrheim |
Großröhrsdorf |
Groß Rönnau |
Groß Rosenburg |
Großrosseln |
Großrückerswalde |
Großrudestedt |
Groß Santersleben |
Groß Sarau |
Groß Schacksdorf-Simmersdorf |
Groß Schenkenberg |
Groß Schierstedt |
Großschirma |
Großschönau |
Großschwabhausen |
Groß Schwechten |
Großschweidnitz |
Groß Schwiesow |
Großseifen |
Groß Siemz |
Großsolt |
Großsteinhausen |
Groß Stieten |
Groß Teetzleben |
Großthiemig |
Großtreben-Zwethau |
Groß Twülpstedt |
Groß-Umstadt |
Großvargula |
Groß Vielen |
Groß Vollstedt |
Großwallstadt |
Großweil |
Großweitzschen |
Groß Wittensee |
Groß Wokern |
Großwoltersdorf |
Groß Wüstenfelde |
Groß-Zimmern |
Grothusenkoog |
Grove |
Groven |
Grub |
Grub am Forst |
Grube |
Gruibingen |
Grumbach (Glan) |
Grünbach |
Grünberg |
Gründau |
Grundhof |
Grundsheim |
Grünebach |
Grünenbach |
Grünendeich |
Grünewald |
Grünhain-Beierfeld |
Grünhainichen |
Grünheide (Mark) |
Grünkraut |
Grünow |
Grünow |
Grunow-Dammendorf |
Grünsfeld |
Grünstadt |
Grünwald |
Gschwend |
Gstadt a. Chiemsee |
Guben |
Gübs |
Güby |
Guckheim |
Gückingen |
Gudendorf |
Gudensberg |
Guderhandviertel |
Gudow |
Guggenhausen |
Güglingen |
Guhrow |
Guldental |
Gülitz-Reetz |
Güllesheim |
Gültz |
Gülzow |
Gülzow |
Gülzow-Prüzen |
Gumbsheim |
Gummersbach |
Gumperda |
Gumtow |
Gundelfingen |
Gundelfingen an der Donau |
Gundelsheim |
Gundelsheim |
Gunderath |
Gundersheim |
Gundersweiler |
Gundheim |
Gundremmingen |
Gunningen |
Günserode |
Günstedt |
Güntersberge |
Guntersblum |
Güntersleben |
Günthersdorf |
Günthersleben-Wechmar |
Günzach |
Günzburg |
Gunzenhausen |
Gusborn |
Gusenburg |
Gusow-Platkow |
Güssefeld |
Güsten |
Güster |
Gusterath |
Gustow |
Güstrow |
Gutach (Schwarzwaldbahn) |
Gutach im Breisgau |
Guteborn |
Gutenacker |
Gütenbach |
Gutenberg |
Gutendorf |
Guteneck |
Gutenstetten |
Gutenzell-Hürbel |
Güterglück |
Gütersloh |
Guthmannshausen |
Gutow |
Gutsbezirk Münsingen |
Guttau |
Guttenberg |
Gutweiler |
Gützkow |
Guxhagen |
Gyhum |